# ハーバート・J・クラップ
ハーバート・J・クラップ (Herbert J. Krapp、1887年(ニューヨーク) - 1973年(フロリダ))は、20世紀初頭に活躍した劇場建築家、設計者。

## 生涯
クラップは、ハーツ＆タラントの事務所で見習いとして勤務し、ライシーアム劇場、シューベルト劇場、ブース劇場、ニュー・アムステルダム劇場、ロングエーカー劇場等の設計に関わった。1915年、クラップは事務所を離れる。1912年から1916年までの間にシューベルト兄弟と直接提携して活動を始め、最終的に兄弟にとって最も重要な建築家となった。クラップは、チャニン兄弟の依頼に基づく劇場設計も行っている。
クラップは、建物の空間が持つ可能性を最大限に引き出し、活用する能力で広く知られている。マジェスティック劇場では、スタジアム式の客席配置をオーケストラ席に採用することによって、より良い視界と、ラウンジとロビーの空間を広く確保することを可能にした。アンバサダー劇場を設計した際は、狭い空間に収まるように、会場を建物の対角線上に配置している。クラップは、ウィンター・ガーデン劇場やヘレン・ヘイズ劇場の全面改装にも1920年代に責任者として携わった。また、ホテル・エジソンやリンカーン・ホテル（現ロウ・NYC・ホテル）のほか数多くの建物のデザインを手がけている。
1929年、株式市場の暴落によって劇場建設ブームは終わりを迎えたが、クラップは1963年までシューベルト兄弟と活動を続け、既存の会場の維持や改修の監督に当たっていた。また、クラップは発明の心得もあり、自身が開発したツールのうちには、特許を受け、アメリカ空軍によって採用されていたものも存在する。1973年、クラップはフロリダで死去した。

## クラップが設計した建築物
| 現在のブロードウェイ・シアター - アンバサダー劇場 - ブルックス・アトキンソン劇場 - エセル・バリモア劇場 - ビルトモア劇場 - バーナード・B・ジェイコブズ劇場 - ブロードハースト劇場 - ジョン・ゴールデン劇場 - ヘレン・ヘイズ劇場 (改装) - インペリアル劇場 - マジェスティック劇場 - ユージン・オニール劇場 - リチャード・ロジャース劇場 - ジェラルド・シェーンフェルド劇場 - ニール・サイモン劇場 - ウィンター・ガーデン劇場 (改装) |  | その他の建築物 - エド・サリヴァン・シアター (旧名称ハマースタインズ劇場、ニューヨーク) - フォレスト劇場 (フィラデルフィア) - ホテル・エジソン (ニューヨーク) - リンカーン・ホテル (ニューヨーク) - モロスコ劇場 (ニューヨーク、1982年取壊し) - サーディーズ・ビルディング (ニューヨーク) - RKO・プロクターズ・シアター (ニューロシェル) - フォリー劇場（ミズーリ州、カンザスシティ）(改装) - ロウズ・ウッドサイド・シアター (1926年)、一部を聖セバスティアン・ローマ・カトリック教会へと転用（ニューヨーク、クイーンズ区） - ブールヴァード劇場（ニューヨーク、ジャクソン・ヘイツ） - セントラル劇場（ニューヨーク市） |